# .nkee'us
.nkee'us (.s.nkeie'usox, Sinkiuse vlastiti).- jedna od lokalnih bandi Sinkiuse Indijanaca porodice Salishan koja je prema Teitu (1930.) živjela u dolini rijeke Umatilla, a kulturno su pripadali području Platoa (ribari i kopači korijenja). Danas žive na rezervatu Colville.